# ザイ川
ザイ川（ザイがわ、ロシア語: Зай, ラテン文字表記: Zay, タタール語: Зәй, Zäy）は、ロシア中央部のタタールスタン共和国を流れる河川であり、カマ川（ヴォルガ川水系）の左支流である。長さは270km、流域面積は5,020平方km。
タタールスタン共和国南東部のレニノゴルスキー地区のミハイロフカ付近に発する。周囲はブグリマ＝ベレベーイ丘陵という石灰岩の丘で、油田が多数存在する。源流ではステプノイ・ザイ川（ロシア語: Степной Зай、タタール語: Дала Зәе, Dala Zäye、「ステップのザイ川」）と呼ばれ、途中でレスノイ・ザイ川（「森のザイ川」、延長55km）と合流して単にザイ川と呼ばれるようになる。合流後、70kmほど北へ流れ、ニジネカムスクの南西7kmでカマ川へ合流する。大きな支流にはモシュカラ川、ザイ＝カラタイ川、ウルサラ川、アクタシュカ川、シュミシュカ川などがある。
流域にはザインスク湖とカラバシュ湖という二つのダム湖がある。ザインスク・ダムのすぐ下流にあるザインスクのほか、アリメチエフスク、カラバシュなどの町が沿岸にある。